# مؤسسة التحرر من الدين
مؤسسة التحرر من الدين، منظمة أمريكية غير ربحية، تدافع عن الملحدين واللاأدريين وغير المؤمنين. تأسست مؤسسة التحرر من الدين في عام 1976، وتعمل على تعزيز الفصل بين الكنيسة والدولة، وتتحدى شرعية العديد من البرامج الفيدرالية وبرامج الولاية المبنية على العقيدة. تدعم مجموعات مثل الطلاب غير المتدينين ورجال الدين الذين يريدون ترك دينهم.

## المقاضاة والقضايا

### البرامج الاجتماعية

#### خدمات اجتماعية
تحدت مؤسسة التحرر من الدين دستورية مكتب البيت الأبيض للمبادرات الإيمانية والمبادرات المجتمعية. تزعم شكوى المؤسسة أن «استخدام الأموال المخصصة من قبل الكونغرس بموجب المادة الأولى، القسم 8، لتمويل المؤتمرات التي تعقدها وكالات الفرع التنفيذي المختلفة للترويج لمبادرات الرئيس بوش الدينية والمجتمعية تتعارض مع التعديل الأول. زعمت الدعوى أن المسؤولين المتهمين انتهكوا بند التأسيس من خلال تنظيم مؤتمرات وطنية وإقليمية يُزعم فيها أن المنظمات الدينية تستحق التمويل الفيدرالي بشكل خاص بسبب توجهها الديني، ويُشاد بالإيمان بالله على أنه ما يميز الفعالية المزعومة للخدمات الاجتماعية القائمة على العقيدة». زعمت مؤسسة التحرر من الدين أيضًا أن «المسؤولين المتهمين يشاركون في أنشطة لا تعد ولا تحصى، مثل الظهور العلني وإلقاء الخطب، في جميع أنحاء الولايات المتحدة، بهدف تعزيز ومناصرة تمويل المنظمات الدينية». أكدت المؤسسة كذلك أن «مخصصات الكونغرس [تُستخدم] لدعم أنشطة المتهمين». حكمت المحكمة العليا في أغلبية 5 أصوات مقابل 4 أصوات، بأن دافعي الضرائب ليس لديهم الحق في الطعن في دستورية النفقات التي تنفقها السلطة التنفيذية.
طعنت مؤسسة التحرر من الدين في مايو 2007، نيابة عن دافعي الضرائب في إنديانا، في إنشاء برنامج تجريبي لخدمات الكنيسة في إدارة الأسرة والخدمات الاجتماعية في إنديانا. عينت مؤسسة التحرر من الدين قس المعمدانية مايكل إل لاثام في عام 2006، براتب قدره 60 ألف دولار في السنة. أنهت إنديانا البرنامج في سبتمبر 2007 ردًا على دعوى مؤسسة التحرر من الدين.

#### الرعاية الصحية
رفعت مؤسسة التحرر من الدين في أبريل 2003، نيابة عن سكان مونتانا، دعوى قضائية ضد مكتب مونتانا للصحة الريفية ومديرها التنفيذي ديفيد إم يونغ جنبًا إلى جنب مع جامعة ولاية مونتانا بوزمان وتعاونية مونتانا للصحة العقائدية. زُعم أن يونغ فضّل برامج تمريض الأبرشية الدينية للحصول على تمويل من الدولة. قضت محكمة المقاطعة الفيدرالية لمقاطعة مونتانا في أكتوبر 2004 بأن «التمويل المباشر والتفضيلي لبرامج تمريض الأبرشيات الدينية المتأصلة والواسعة النطاق قد نُفذ لغرض غير مسموح به، وله تأثير غير مسموح به، وهو دعم دمج الدين وتعزيزه في تقديم خدمات الرعاية الصحية العلمانية». يعدّ التمويل الحكومي للرعاية الصحية الدينية انتهاكًا للتعديل الأول، وفقًا للمحكمة.
رفعت مؤسسة التحرر من الدين في أبريل 2006 دعوى قضائية لتحدي الإدماج المنتشر «للروحانية» في الرعاية الصحية من قبل إدارة شؤون المحاربين القدامى. ذاكرة على وجه التحديد أن ممارسة سؤال المرضى عن دينهم في التقييمات الروحانية، واستخدام القساوسة لعلاج المرضى، وبرامج العلاج من المخدرات والكحول تتضمن انتهاك الدين للفصل بين الدولة والكنيسة. رُفضت القضية في وقت لاحق بعد قرار هاين بسبب انتفاء الصفة.

#### التعليم
رفعت مؤسسة التحرر من الدين في عام 2001 نيابة عن مدعين مجهولين، دعوى قضائية على القطاع التعليمي في مقاطعة ريا. زعم المدعون أن دروس الكتاب المقدس الأسبوعية كانت تعقد لجميع الطلاب في المدارس الابتدائية. أكدت الدائرة السادسة لمحكمة الاستئناف في يونيو 2004، حكمًا محليًا قضى بأنه من غير الدستوري للقطاع التعليمي «تعليم الكتاب المقدس كحقيقة فعلية» للطلاب، بمن فيهم طلاب الصف الأول.
رفعت مؤسسة التحرر من الدين دعوى ضد جامعة مينيسوتا بسبب شراكتها مع اتحاد الصحة العقائدية في مينيسوتا، وهي شراكة مع معهد اللاهوت اللوثري، التابع للكنيسة الإنجيلية اللوثرية الأمريكية، وفيرفيو للخدمات الصحية، مبينةً أن أموال دافعي الضرائب بالولاية تساعد في تمويل منظمة دينية. وافقت الجامعة في سبتمبر 2005، على إنهاء الشراكة والتوقف عن تدريس «دورات حول تقاطع الإيمان والصحة» مع موافقة المؤسسة على إسقاط الدعوى القضائية.
رفعت مؤسسة التحرر من الدين دعوى قضائية ضد وزارة التعليم الأمريكية في عام 2005، بسبب توزيعها الأموال على كلية ألاسكا المسيحية، وهي كلية إنجيلية تديرها كنيسة العهد الإنجيلية في ألاسكا. ذكرت المؤسسة أن طلاب الكلية أخذوا دروس دينية فقط خلال السنة الأولى، وأنهوا ذلك العام بشهادة الدراسات الإنجيلية. تقول المؤسسة إن الكلية «لا تقدم دورات جامعية تقليدية، مثل الرياضيات أو اللغة الإنكليزية». قامت مؤسسة التحرر من الدين ووزارة التعليم الأمريكية في أكتوبر 2005 بتسوية الدعوى القضائية، إذ وافقت وزارة التعليم على عدم توزيع 435000 دولار من الأموال الفيدرالية للكلية.
حدد مقال في ديسمبر 2020 بقلم هيمانت ميهتا جهود مؤسسة التحرر من الدين الأخيرة. تعمل مؤسسة التحرر من الدين على الحد من الدور الرسمي للقس مارك ثورنتون في ولاية بويز. تضمنت رسالة أرسلها محامي موظفي المؤسسة كريس لاين ما يلي: «لا يتحمل لاعبي كرة القدم في ولاية بويز أي عبء تفرضه الحكومة على دينهم، لذلك ليست هناك حاجة- أو سبب قانوني مشروع- لقيام ولاية بويز بتوفير قسيس لهم». رد المستشار القانوني للجامعة بما يلي: «لقد كنا على اتصال مع قسم الألعاب الرياضية لإحاطة العلم بهذه المسألة، ولضمان اتخاذ التدابير الآن وفي المستقبل لحل المشكلة ووضع حدود دستورية مناسبة. لم يسافر السيد ثورنتون مع فريق كرة القدم إلى لعبتنا الأخيرة في وايومنغ، ولن تضم الجامعة قسيسًا في حفل السفر الخاص بها بعد الآن. أزيلت الإشارات المكتوبة إلى السيد ثورنتون بصفته قسيس فريق كرة القدم أو قد تكون في طور الاستبعاد، ولن تُكتب أي مراجع خطيًا أو غير ذلك في المستقبل». يتابع ميهتا: لا شيء من هذا يعني أن الطلاب لا يمكنهم البحث عن ثورنتون بمفردهم. لقد كانوا دائمًا أحرارًا في فعل ذلك. لكن ثورنتون لا يمكنه- ولا ينبغي له- أن يكون له أي نوع من الأدوار الرسمية هناك.

#### برامج العدالة الجنائية
رفعت مؤسسة التحرر من الدين في أكتوبر 2000 دعوى، نيابة عن دافعي الضرائب في ولاية ويسكونسن، ضد فيث ووركس الواقعة في ميلووكي. ذكرت قضيتهم أنه لا ينبغي استخدام برنامج علاج الإدمان القائم على الإيمان كبرنامج علاج بأمر من المحكمة باستخدام أموال دافعي الضرائب.
صدر الحكم لصالح مؤسسة التحرر من الدين في يناير 2002، إذ أن تلقي مئات الآلاف من الدولارات من الأموال العامة يعد انتهاكًا لبند التأسيس. كتب القاضي «لأنني أجد أن منحة وزارة تنمية القوى العاملة إلى فيث ووركس تشكل تمويلًا غير مقيد ومباشر لمنظمة تنخرط في التلقين الديني، فأنا أجد أيضًا أن تيار التمويل هذا ينتهك بند التأسيس». حكمت الدائرة السابعة في وقت لاحق من الاستئناف في أبريل 2003 ضد مؤسسة التحرر من الدين بشأن القضية الأضيق حول حقيقة كون السجناء الذين ينضمون إلى برامج دينية معينة بإرادتهم الحرة يُجبرون على ذلك من خلال تأييد الحكومة للدين.
رفعت مؤسسة التحرر من الدين دعوى ضد منح منحة فيدرالية إلى مينتوركيدز يو إس إيه، وهي مجموعة تقدم مرشدين لأطفال السجناء، مدعية أنه المجموعة وظفت مرشدين مسيحيين فقط وأنهم كانوا سيقدمون تقارير شهرية عن الأنشطة الدينية للأطفال. أخلت المحكمة في يناير 2005 تمويل الصحة والخدمات الإنسانية لهذه المجموعة مستشهدة «بالأموال الفيدرالية التي استخدمها برنامج مينتوركيدز لتعزيز الدين في انتهاك لبند التأسيس».
رفعت المؤسسة في مايو 2006 دعوى قضائية ضد المكتب الفيدرالي للسجون بزعم أن قراره بتمويل البرامج القائمة أساس العقيدة الواحدة إضافة للبرامج القائمة على أساس العقائد المتعددة، ينتهك المعايير الدستورية للفصل بين الدولة والكنيسة. اتفق الطرفان في وقت لاحق على رفض هذا الادعاء، لكن استمرت تهم إضافية في الدعوى، بزعم وقوع انتهاكات منفصلة.